# Trofeo Laigueglia 2007
Il Trofeo Laigueglia 2007, quarantaquattresima edizione della corsa e valida come evento dell'UCI Europe Tour 2007 categoria 1.1, fu disputata il 20 febbraio 2007, su un percorso di 183,3 km. Fu vinta dal russo Michail Ignat'ev, al traguardo con il tempo di 4h35'05" alla media di 39,981 km/h.
Partenza a Laigueglia con 193 ciclisti, di cui 93 portarono a termine il percorso.

## Ordine d'arrivo (Top 10)
| Pos. | Corridore           | Squadra       | Tempo    |
| ---- | ------------------- | ------------- | -------- |
| 1    | Michail Ignat'ev    | Tinkoff       | 4h35'05" |
| 2    | Mirco Lorenzetto    | Team Milram   | a 4"     |
| 3    | Rinaldo Nocentini   | Liquigas      | s.t.     |
| 4    | Daniele Bennati     | Lampre        | s.t.     |
| 5    | Stefano Garzelli    | Acqua & Sap.  | s.t.     |
| 6    | Massimo Giunti      | Miche         | s.t.     |
| 7    | Daniele Pietropolli | Tenax         | s.t.     |
| 8    | Ricardo Serrano     | Tinkoff       | s.t.     |
| 9    | Pasquale Muto       | Miche         | s.t.     |
| 10   | Antonio D'Aniello   | Cer. Flaminia | s.t.     |